# Cartilage du nez
Les cartilages nasaux sont des structures qui fournissent forme et soutien au nez. Ils sont constitués de cartilage hyalin.
Ils sont composés de cinq types de cartilages :
- le cartilage septal du nez ;
- le cartilage latéral du nez ;
- le grand cartilage alaire ;
- les petits cartilages alaires ;
- le cartilage voméro-nasal.

## Rôle
Les cartilages nasaux s'associent à d'autres structures cartilagineuses ou osseuses afin de créer les narines et à les maintenir ouvertes pour permettre le passage du flux d'air respiratoire.

## Aspect clinique
Des anomalies ou des défauts dans les cartilages nasaux peuvent affecter les flux d'air dans la cavité nasale et entraîner des problèmes respiratoires.
Plusieurs techniques chirurgicales existent pour réparer les cartilages nasaux ou ajuster leur position pour permettre un flux d'air normal.
En plus de cette chirurgie fonctionnelle, la rhinoplastie est une opération de chirurgie esthétique courante.

### Septoplastie
La septoplastie est une intervention chirurgicale qui redresse le cartilage nasal septal au centre du nez. Cette intervention peut être d'ordre esthétique ou fonctionnelle.
Une forte déviation de la cloison nasale peut provoquer une gêne respiratoire ou favoriser les sinusites et dans ce cas l'intervention fonctionnelle peut être nécessaire.

### Repositionnement du cartilage latéral supérieur
Un défaut de positionnement du cartilage latéral du nez peut bloquer la valve nasale. La valve nasale est la plus petite voie respiratoire dans le nez et est un site courant d'obstruction. Il existe des techniques chirurgicales permettant son repositionnement fonctionnel.

### Cartilage alaire coulissant
Les grands cartilages alaires peuvent devenir très faibles ou présenter des déformations, créant des problèmes respiratoires.
La technique dite du cartilage alaire coulissant est une des solutions de renforcement et de soutien de la pointe nasale, parmi d'autres techniques utilisant des greffes ou la résection du cartilage..

## Anatomie comparée
Les autres mammifères possèdent également des cartilages nasaux afin de maintenir la structure et la fonction respiratoire de leur cavité nasale.
Leur organisation et leur nombre est variable en fonction de la forme et de la taille de leurs narines.
Par exemple, les ânes, les buffles et les chameaux ont une structure cartilagineuse analogue à celles des humains, mais il leur manque tous le cartilage septal du nez qui est compensé par la fusion d'autres cartilages.